# Епархия Ливраменту-ди-Носа-Сеньоры
Епархия Ливраменту-ди-Носа-Сеньоры (лат. Dioecesis Liberationis Marianae) — епархия Римско-Католической церкви с центром в городе Ливраменту-ди-Носа-Сеньора, Бразилия. Епархия Ливраменту-ди-Носа-Сеньоры входит в митрополию Витория-да-Конкисты. Кафедральным собором епархии Ливраменту-ди-Носа-Сеньоры является церковь Пресвятой Девы Марии.  

## История
27 февраля 1967 года Римский папа Павел VI издал буллу «Qui divina liberalitate», которой учредил епархию Ливраменту-ди-Носа-Сеньоры, выделив её из епархий Каэтите. Первоначально епархия Жекие входила в митрополию Сан-Салвадора-да-Баия.
16 января 2002 года епархия Бон-Жезус-да-Лапы вошла в митрополию Витрия-да-Конкисты.

## Ординарии епархии
- епископ Hélio Paschoal CSS (1967 — 2004)
- епископ Armando Bucciol (2004 — по настоящее время)

## Источник
- Annuario Pontificio, Ватикан, 2007
- Булла Qui divina liberalitate  (лат.)